# Johan Sauwens
Johan Peter Jozef Sauwens (Sint-Truiden, 14 marzo 1951) è un politico belga fiammingo, esponente prima dell'Unione Popolare e poi dei Cristiano-Democratici e Fiamminghi. Dopo essere stato deputato federale (1985-1995) e ministro fiammingo, mantiene il titolo onorario di deputato fiammingo dal 30 giugno 2014 dopo essere stato ininterrottamente deputato regionale per molti anni.

## Biografia
Sauwens ha studiato giurisprudenza alla Katholieke Universiteit Leuven e dal 1975 al 1993 è stato avvocato. Politicamente, era un membro dell'Unione Popolare.
Tra l'ottobre 1985 e il maggio 1995 è stato deputato federale. Ex officio, fu anche membro del Consiglio fiammingo durante quel periodo. Alle prime elezioni dirette al Parlamento fiammingo il 21 maggio 1995 è stato eletto nella circoscrizione di Hasselt-Tongeren-Maaseik. È stato rieletto alle elezioni fiamminghe del giugno 1999, ma è diventato ministro fiammingo poco dopo il 13 luglio 1999.
Nel maggio 2001, è stato costretto a dimettersi da ministro dopo aver partecipato alla celebrazione dell'anniversario dei Sint-Maartensfonds, un'organizzazione dei combattenti del fronte orientale fiammingo, di cui è stato membro per oltre venti anni. Gli successe Paul Van Grembergen. Questa vicenda accelera il crollo dell'Unione popolare. Dopo le sue dimissioni da ministro fiammingo, ha prestato di nuovo servizio nel parlamento fiammingo. Dopo lo scioglimento dell'Unione Popolare nell'autunno del 2001 (20 dicembre), ha iniziato a militare nella CD&V. Nelle elezioni fiamminghe del 13 giugno 2004 e del 7 giugno 2009, è stato nuovamente eletto al Parlamento fiammingo nella circoscrizione del Limburgo. Il 23 novembre 2005 lui e Trees Merckx-Van Goey sono stati onorati per i loro vent'anni di servizio parlamentare durante una sessione plenaria al Parlamento fiammingo.
Nel 14 gennaio 2011, il politico ha chiesto una vasta autonomia per le Fiandre. Ha dichiarato che la N-VA e la CD&V non hanno giustamente accettato un compromesso incerto sulla difficile formazione del governo dopo le elezioni federali del 13 giugno 2010.
Nel 2014, ha corso per le elezioni fiamminghe per il Limburgo, ma non è stato eletto. Dal 30 giugno 2014, può definirsi deputato fiammingo onorario. Tale titolo è stato assegnato dal comitato esecutivo del parlamento fiammingo.
Alla fine del 2014 è stato nominato dalla CD&V come membro del consiglio di amministrazione della società fiamminga di trasporto pubblico De Lijn. Nel 2015 ha co-fondato la società tecnologica Techno Link.